# Jetbone
Jetbone är ett svenskt rockband från Sundsvall.  De har släppt tre fullängdsalbum.

## Historik
Jetbone började som ett punkband vid namnet "Degeneration". Ett par av nuvarande medlemmar träffades på en sommarrockskola sommaren 2008 och utifrån det utvecklades bandet, Degeneration.  Namnet som med åren kändes lite för klyschigt, hade dessutom flera konkurrerande band och andra verksamheter, så till 2012 bytte bandet namn till Jetbone. Bandet har spelat förband till artister som Sator, Dundertåget, Uncle Lucius, Steven Collins/Deadman med flera.
Som Degeneration kom bandet att genomföra en mini-turné i Ryssland, St Petersburg. De spelade in sin första fullängdsskiva 2011 med Martin Karlegard som producent, och albumet släpptes 2012 med namnet "Jetbone". Skivsläppet följdes av turnerande i Sverige och i Spanien. Efter att leadgitaristen Viktor Eriksson lämnade gruppen tillkom Fredrik Sundström som efter en kort period hoppade av för att ersättas av nuvarande gitarrist Sebastian Engberg. Under 2014 blev det en avgörande ommöblering i bandet då den dåvarande leadsångaren hoppade av och Jetbone blev tvungen att tänka om, då det gäller presentation, sång och hur det formerade sig på scenen.  Originalmedlemmarna  gitarristen Alin och framförallt  basisten Gurten tog över sången.  Bandet började leka med en mer utvecklad stämsång, körer och att jobba med egen back up sång. Med den nya sättningen och med den nya scenplan fortsatte och spela och 2015 åkte de som kompband åt den amerikanska countrysångaren Hannah Aldridge. 2015 släpptes det andra albumet "Magical Ride" som visade en ny musikalisk riktning mer i stil med 1970-talets rock. 2016 lämnade keyboardisten Tobias Bengtsson och han blev ersatt av nuvarande Rasmus Fors.
Våren 2018 släppte Jetbone sin tredje platta Come Out and Play, den här gången uppbackade av skivbolaget BMG Scandinavia, som bandet slöt ett avtal med sommaren 2017. Under 2018 turnerade bandet i bland annat Spanien, Italien, Schweiz, Tyskland, Belgien och Nederländerna.

## Medlemmar

### Nuvarande medlemmar
- Alin Riabouchkin – gitarr, sång
- Sebastian Engberg – gitarr
- Gustav “Gurten” Sjödin – basgitarr, sång
- Albin Linder – trummor
- Rasmus Fors – keyboard

### Tidigare medlemmar
- Johan Myrgren – sång
- Fredrik Sundström – gitarr
- Viktor Eriksson – gitarr
- Axel Save – trummor
- Tobias Bengtsson – keyboard
- Jonatan Karström – keyboard

## Diskografi

### Studioalbum
- 2012 – Jetbone
- 2015 – Magical Ride
- 2018 – Come Out and Play

### EP
- 2012 – 10" EP
- 2010-11 släppts demoinspelningar och inspelade liveupptagningar från flera olika klubbar.
- 2011 en cd med inspelat material från Trackline studio Sundsvall. Master och mix Ronny Pale

### Singlar
- 2014 – "Ain't it a Shame”
- 2012 - ” Run Rudolph Run”